# Вахрушево (Верховажский район)
Вахрушево — деревня в Верховажском районе Вологодской области.
Входит в состав Нижне-Важского сельского поселения (до 2015 года входила в Климушинское сельское поселение), с точки зрения административно-территориального деления — в Климушинский сельсовет.
Расстояние по автодороге до районного центра Верховажья — 8 км, до деревни Климушино — 2 км. Ближайшие населённые пункты — Леоновская, Ивановская, Климушино, Боровина, Самово.
По переписи 2002 года население — 31 человек (14 мужчин, 17 женщин). Преобладающая национальность — русские (97 %).